# Hydrophis schistosus
Hydrophis schistosus chamada de cobra-marinha-comum, cobra-marinha-de-nariz-de-gancho ou cobra-marinha-de-valakadyn é uma cobra marinha da família Hydrophiidae.
Alegadamente tem a dose de peçonha (veneno) mais letal do mundo.
Encontra-se no Mar da Arábia e Golfo Pérsico ao largo de Oman, a sul das Seychelles e Madagáscar, ao largo da costa da Ásia Meridional (Paquistão, Índia e Bangladesh), Sudeste Asiático (Mianmar, Tailândia, Vietname),  Austrália e Nova Guiné.